# Non voltarti indietro
Non voltarti indietro è un film documentario del 2016 diretto da Francesco Del Grosso, primo docufilm sugli errori giudiziari in Italia.
Il film è andato in onda in tv la prima volta il 19 novembre 2016, durante lo speciale TG5.
Tra i numerosi riconoscimenti, il film si è aggiudicato una menzione speciale al Nastro d'argento DOC.

## Trama
La storia tratta di una commercialista, un impiegato postale, uno stilista di moda, un assessore comunale e una dipendente pubblica, cinque persone comuni incarcerate ingiustamente.
Le storie di Bottaro, Candeloro, Fiumberti, Gallo e Lattanzi sono al centro del docufilm Non voltarti indietro che, attraverso un ritratto a più voci, restituisce la misura incolmabile di autentici calvari consumati tra le celle dei penitenziari, le mura domestiche e i tribunali, per poi trovarsi a fare i conti con la rinascita e il tentativo di mettere alle spalle quell'esperienza che ha lasciato ferite che non si rimargineranno mai.

## Riconoscimenti
- 2016 - Gold Elephant World Festival
  - Premio speciale
- 2016 - Salento Finibus Terrae
  - Premio speciale
- 2016 - Ariano International Film Festival
  - Premio come miglior documentario
- 2016 - 18º Festival Inventa un film di Lenola
  - Premio come miglior documentario
- 2016 - Premio Villanova Monteleone
  - Menzione speciale della giuria tecnica
  - Menzione speciale della giuria giovani
- 2017 - Nastro d'argento
  - DOC speciale